# Tegau
Tegau település Németországban, azon belül Türingiában. Lakosainak száma 383 fő (2023. december 31.). Tegau Zeulenroda-Triebes, Dittersdorf és Göschitz községekkel határos.

## Népesség
A település népességének változása:
| Lakosok száma | 402  | 390  | 382  | 382  | 383  |
|               | 2017 | 2019 | 2021 | 2022 | 2023 |